# Praha-Vyšehrad
Praha-Vyšehrad – mijanka (dawniej stacja kolejowa) w centrum Pragi, w Czechach, na Wyszehradzie przy ulicy Svobodovej 2. Obiekt jest wpisany do rejestru zabytków pod numerem 50534/1-2274.

## Historia

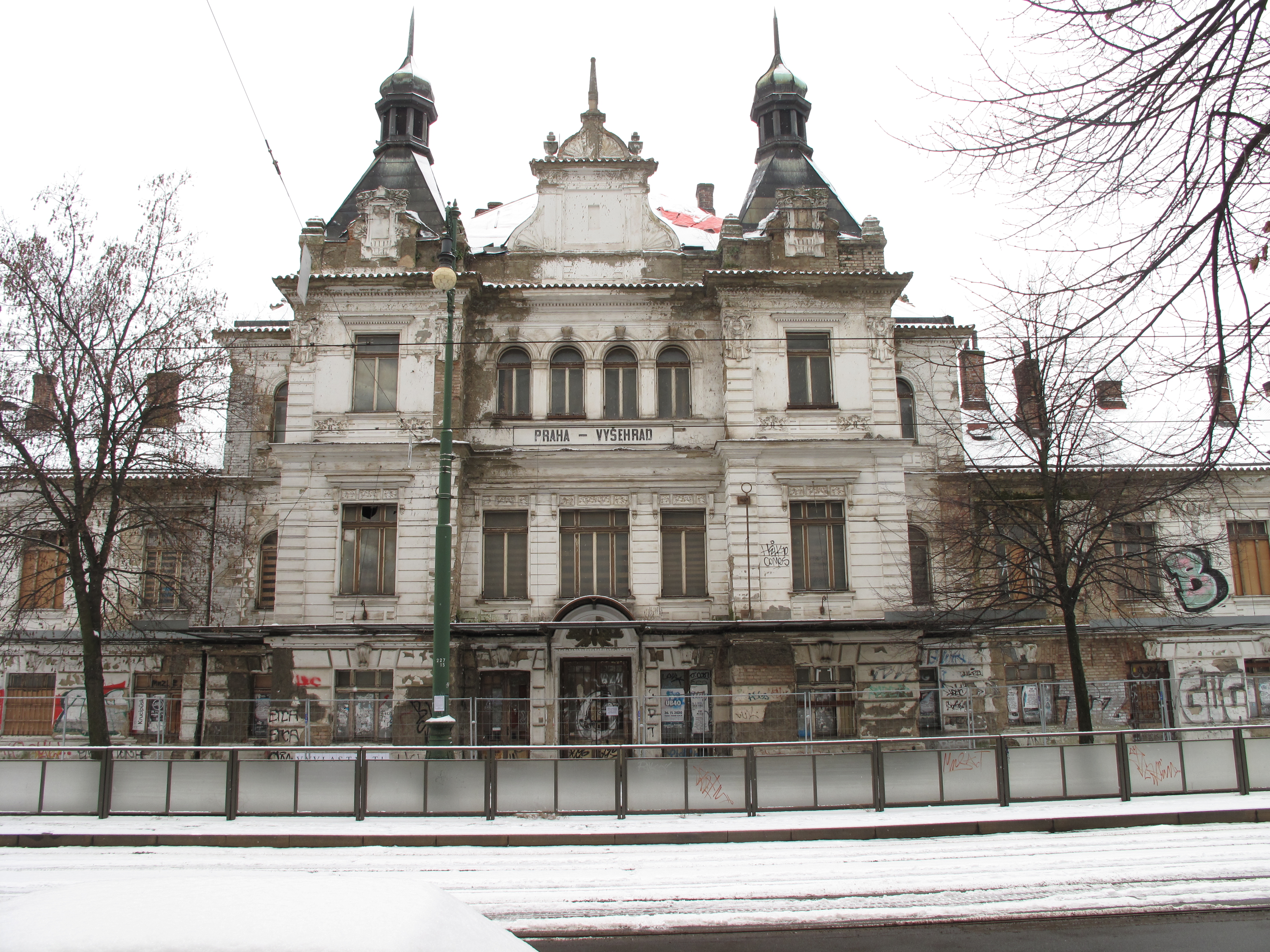
Budynek centralny od strony miasta

Ruch przez stację zainaugurowano 1 października 1888. Przystanek pasażerski powstał przy rozjazdach na Wyszehradzie. Przy ul. Na Slupi zaprojektowano tory przeładunkowe dla składowiska węgla. Pierwotny budynek stacji był nieduży, parterowy, od strony pobliskiej Wełtawy posiadał szachulcową dobudówkę z magazynem i toaletami. W 1891 i 1899 obiekty te rozbudowano. W 1904 przebudowano dworzec do obecnej formy i rozebrano wcześniejsze zabudowania. Przy wyjściu ze stacji na wiadukt zachowała się jedynie wartownia.
Nowy budynek dworca wybudowano w latach 1904–1905 w stylu secesyjno-historyzującym według projektu Jana Heindla, budowniczego z Žižkova i pracownika Dyrekcji Kolei Czeskich. Składa się z centralnej, dwupiętrowej bryły z ryzalitem na osi, flankowanej niewysokimi wieżyczkami i z dwóch jednopiętrowych skrzydeł. Od strony peronów gmach centralny jest parterowy, ponieważ stacja znajduje się na skarpie o wysokości kilku metrów. Elewacja od strony ulicy jest symetryczna, z zaakcentowaną częścią środkową z dwoma nadbudówkami z wieżyczkami i piętrowymi skrzydłami bocznymi. Od strony torowisk peron zadaszono. Zadaszenie wsparto na całej długości na dekorowanych, żeliwnych kolumnach. Pomiędzy torami utworzono peron wyspowy (z szachulcową poczekalnią), połączony z nowym budynkiem stacji przejściem podziemnym prowadzącym do ulicy.
Obsługi podróżnych zaprzestano tu w 1960 i odtąd pociągi pasażerskie przejeżdżają przez stację bez zatrzymania. Szachulcowa poczekalnia peronowa została nielegalnie rozebrana przez nowego właściciela pod koniec 2007. Urządzenia zabezpieczenia ruchu sterowane są ze stacji Praha-Smíchov.

## Pomysły na zagospodarowanie
Od czasu zamknięcia dworca nie został on w żaden sposób zagospodarowany i niszczał. W końcu lat 80. XX wieku położono nowy dach na budynku, jednak dokonano tego w sposób niefachowy i do środka dostała się woda. Począwszy od roku 2000 zgłaszano różne pomysły na wykorzystanie obiektu, m.in. na kino, salę koncertową, czy dom książki. Pojawiła się koncepcja zaprezentowania tu cyklu dwudziestu gigantycznych obrazów Alfonsa Muchy zatytułowanego Epopeja słowiańska z lat 1912–1926. Żaden z projektów nie został wcielony w życie. Do dziś obiekt nadal niszczeje.

## Galeria

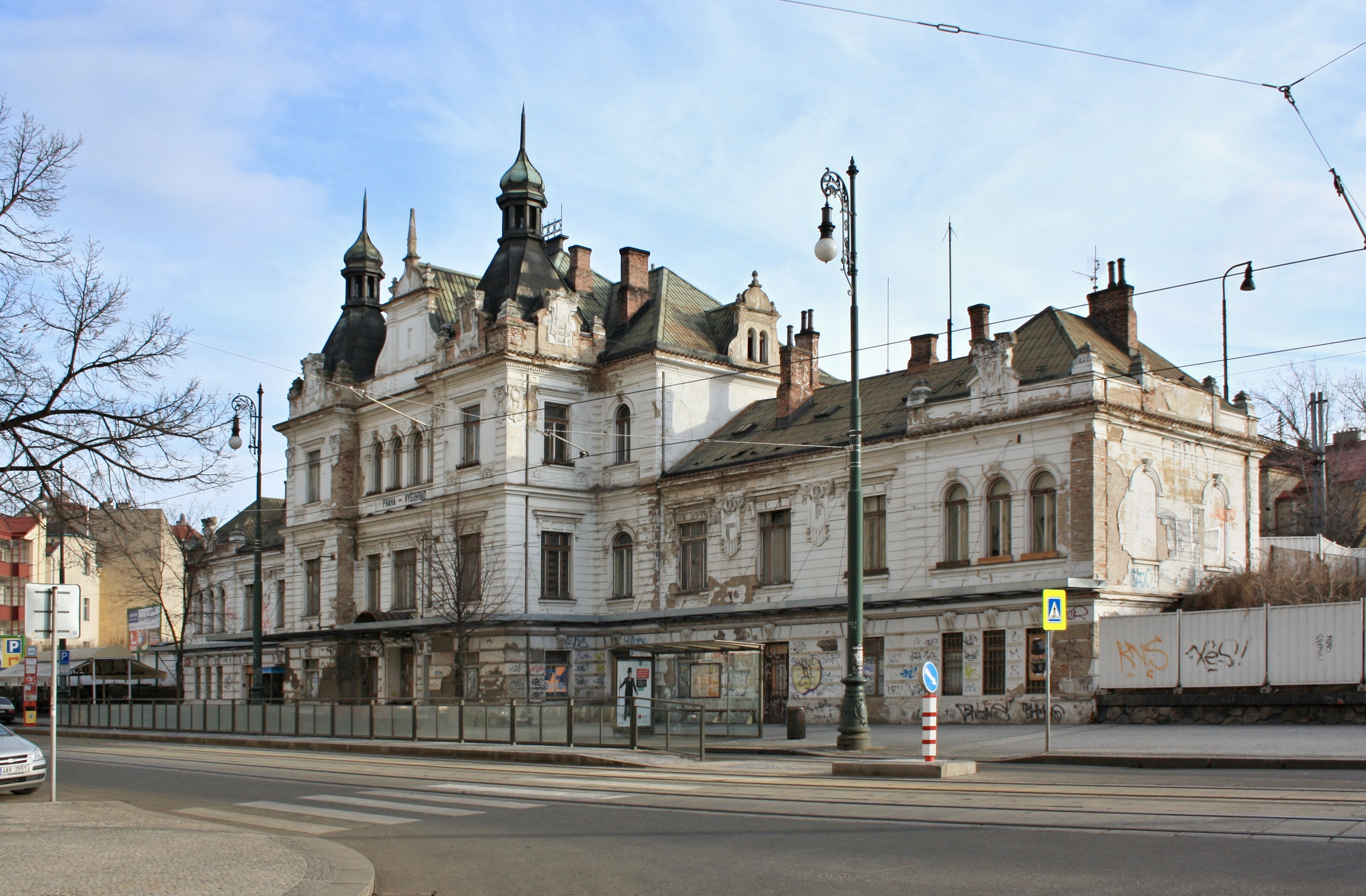
Elewacja od strony miasta
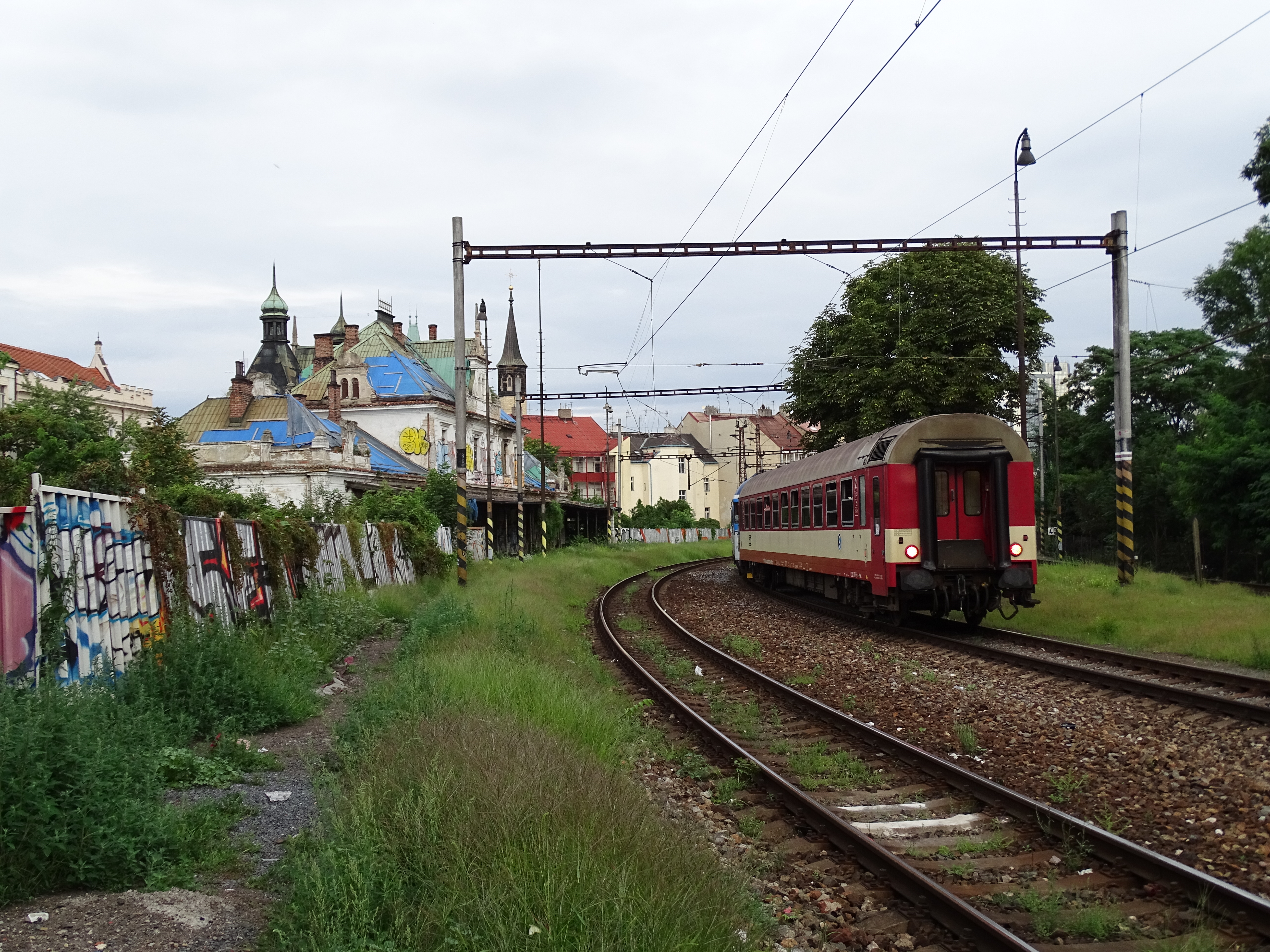
Skład na torach stacyjnych
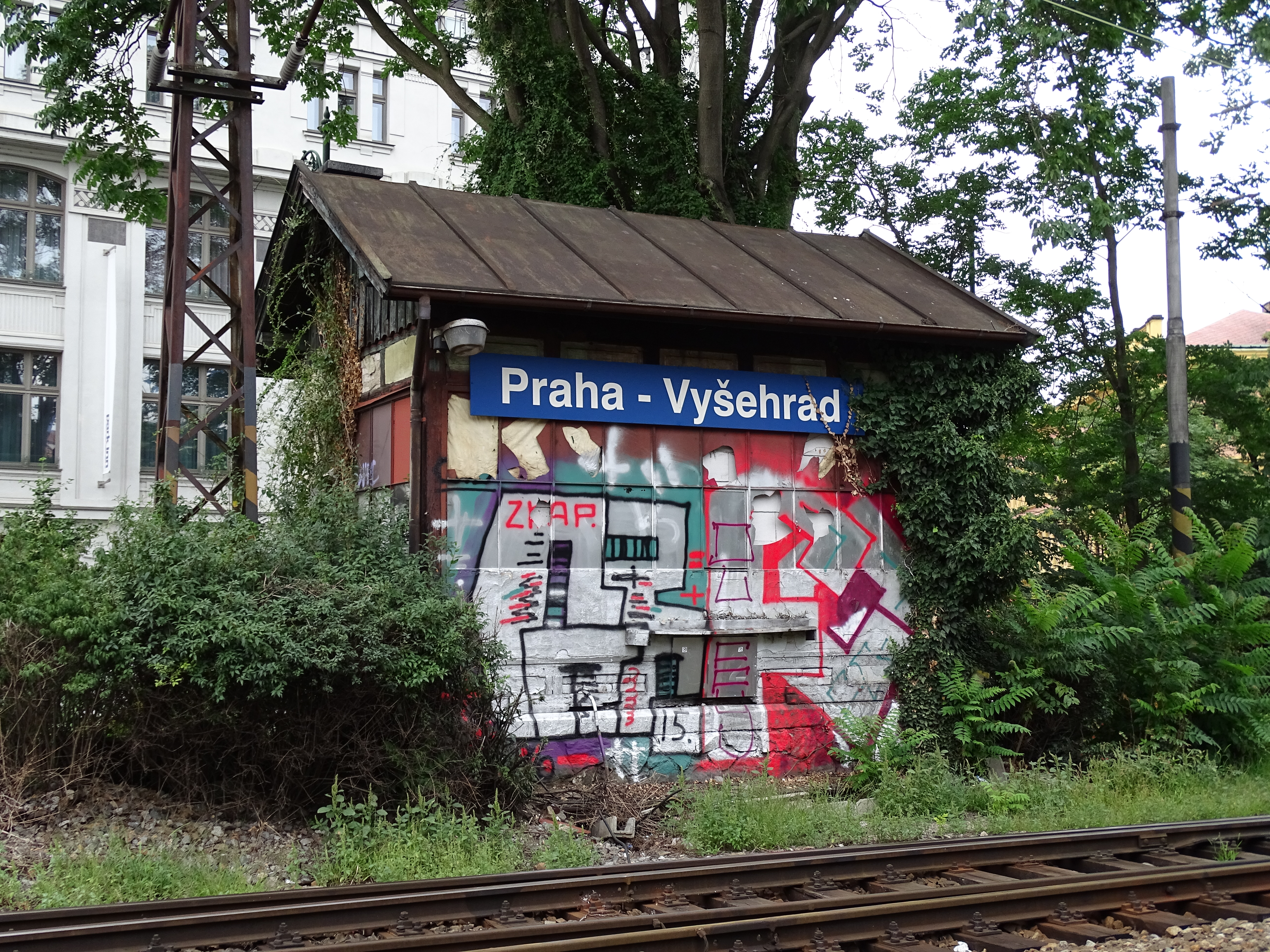
Nastawnia nr 2